# Finale de la Coupe de l'AFC 2023-2024
La finale de la Coupe de l'AFC 2023-2024 est la 19e finale de la Coupe de l'AFC. La finale a lieu le 5 mai 2024 au Sultan Qaboos Sports Complex, à Mascate, au Oman.
La rencontre oppose le club libanais du Al Ahed FC au club australien de Central Coast Mariners,.
Le vainqueur est qualifié pour la phase de championnat de la Ligue des champions Élite de l'AFC 2024-2025.

## Équipes
| Équipe                 | Précédentes apparitions en finale (en gras celles remportés) |
| ---------------------- | ------------------------------------------------------------ |
| Al Ahed FC             | 1 (2019)                                                     |
| Central Coast Mariners | 0                                                            |

## Parcours des finalistes
Note : dans les résultats ci-dessous, le score du finaliste est toujours donné en premier (D : domicile ; E : extérieur).
| Rang | Équipe                | Pts     | J       | G       | N       | P       | Bp      | Bc      | Diff    |
| ---- | --------------------- | ------- | ------- | ------- | ------- | ------- | ------- | ------- | ------- |
| 1    | Al-Nahda SC           | 9       | 4       | 3       | 0       | 1       | 6       | 4       | +2      |
| 2    | Al Ahed FC            | 6       | 4       | 2       | 0       | 2       | 5       | 5       | 0       |
| 3    | Al Futuwa             | 3       | 4       | 1       | 0       | 3       | 3       | 5       | -2      |
| 0    | Jabal Al-Mukaber Club | Forfait | Forfait | Forfait | Forfait | Forfait | Forfait | Forfait | Forfait |

| Rang | Équipe                 | Pts | J | G | N | P | Bp | Bc | Diff |
| ---- | ---------------------- | --- | - | - | - | - | -- | -- | ---- |
| 1    | Central Coast Mariners | 13  | 6 | 4 | 1 | 1 | 21 | 7  | +14  |
| 2    | Terengganu FC          | 12  | 6 | 3 | 3 | 0 | 10 | 6  | +4   |
| 3    | Bali United            | 7   | 6 | 2 | 1 | 3 | 15 | 15 | 0    |
| 4    | Stallion Laguna        | 1   | 6 | 0 | 1 | 5 | 9  | 27 | -18  |

## Match
| Al Ahed ·       |                         |  |
| Titulaires :    |                         |  |
|                 |                         |  |
| 95              | Mostafa Matar           |  |
| 02              | Diaa Al-Haq Mohammad    |  |
| 05              | Khalil Khamis           |  |
| 06              | Hussein Zein 83e        |  |
| 18              | Felix Michel Melki      |  |
| 10              | Mohamad Haidar 60e      |  |
| 12              | Hasan Srour             |  |
| 21              | Mohammad Al Marmour 88e |  |
| 22              | Walid Shour             |  |
| 09              | Lee Erwin               |  |
| 99              | Mohammad Al Hallak      |  |
|                 |                         |  |
| Remplaçants :   |                         |  |
| 01              | Shareef Azaki           |  |
| 13              | Shaker Wehbe            |  |
| 04              | Nour Mansour 83e        |  |
| 07              | Ali Al Haj 60e          |  |
| 08              | Hussein Dakik           |  |
| 11              | Karim Darwich 88e       |  |
| 20              | Karim Fadel             |  |
| 23              | Ali Hadid               |  |
| 24              | Hassan Farhat           |  |
| 30              | Mahmoud Zbib            |  |
| 71              | Zein Farran             |  |
| 91              | Karim Abo Zeid          |  |
|                 |                         |  |
| Entraîneur :    |                         |  |
| Raafat Mohammad |                         |  |

| Central Coast Mariners · |                          |  |
| Titulaires :             |                          |  |
|                          |                          |  |
| 20                       | Danny Vukovic            |  |
| 02                       | Mikael Doka              |  |
| 03                       | Brian Kaltak             |  |
| 18                       | Jacob Farrell            |  |
| 23                       | Dan Hall                 |  |
| 06                       | Max Balard               |  |
| 07                       | Christian Theoharous 46e |  |
| 26                       | Brad Tapp 89e            |  |
| 39                       | Miguel Di Pizio 66e      |  |
| 04                       | Josh Nisbet              |  |
| 99                       | Ryan Edmondson 64e       |  |
|                          |                          |  |
| Remplaçants :            |                          |  |
| 30                       | Jack Warshawsky          |  |
| 09                       | Alou Kuol 64e            |  |
| 14                       | Dylan Wenzel-Halls       |  |
| 15                       | Storm Roux 66e           |  |
| 16                       | Harry Steele 89e         |  |
| 17                       | Jing Reec                |  |
| 22                       | Ronald Barcellos 46e     |  |
| 28                       | William Wilson           |  |
| 30                       | Jack Warshawsky          |  |
| 33                       | Nathan Paull             |  |
| 37                       | Bailey Brandtman         |  |
|                          |                          |  |
| Entraîneur :             |                          |  |
| Mark Jackson             |                          |  |

| Al Ahed ·       |                         |  |
| Titulaires :    |                         |  |
|                 |                         |  |
| 95              | Mostafa Matar           |  |
| 02              | Diaa Al-Haq Mohammad    |  |
| 05              | Khalil Khamis           |  |
| 06              | Hussein Zein 83e        |  |
| 18              | Felix Michel Melki      |  |
| 10              | Mohamad Haidar 60e      |  |
| 12              | Hasan Srour             |  |
| 21              | Mohammad Al Marmour 88e |  |
| 22              | Walid Shour             |  |
| 09              | Lee Erwin               |  |
| 99              | Mohammad Al Hallak      |  |
|                 |                         |  |
| Remplaçants :   |                         |  |
| 01              | Shareef Azaki           |  |
| 13              | Shaker Wehbe            |  |
| 04              | Nour Mansour 83e        |  |
| 07              | Ali Al Haj 60e          |  |
| 08              | Hussein Dakik           |  |
| 11              | Karim Darwich 88e       |  |
| 20              | Karim Fadel             |  |
| 23              | Ali Hadid               |  |
| 24              | Hassan Farhat           |  |
| 30              | Mahmoud Zbib            |  |
| 71              | Zein Farran             |  |
| 91              | Karim Abo Zeid          |  |
|                 |                         |  |
| Entraîneur :    |                         |  |
| Raafat Mohammad |                         |  |

| Central Coast Mariners · |                          |  |
| Titulaires :             |                          |  |
|                          |                          |  |
| 20                       | Danny Vukovic            |  |
| 02                       | Mikael Doka              |  |
| 03                       | Brian Kaltak             |  |
| 18                       | Jacob Farrell            |  |
| 23                       | Dan Hall                 |  |
| 06                       | Max Balard               |  |
| 07                       | Christian Theoharous 46e |  |
| 26                       | Brad Tapp 89e            |  |
| 39                       | Miguel Di Pizio 66e      |  |
| 04                       | Josh Nisbet              |  |
| 99                       | Ryan Edmondson 64e       |  |
|                          |                          |  |
| Remplaçants :            |                          |  |
| 30                       | Jack Warshawsky          |  |
| 09                       | Alou Kuol 64e            |  |
| 14                       | Dylan Wenzel-Halls       |  |
| 15                       | Storm Roux 66e           |  |
| 16                       | Harry Steele 89e         |  |
| 17                       | Jing Reec                |  |
| 22                       | Ronald Barcellos 46e     |  |
| 28                       | William Wilson           |  |
| 30                       | Jack Warshawsky          |  |
| 33                       | Nathan Paull             |  |
| 37                       | Bailey Brandtman         |  |
|                          |                          |  |
| Entraîneur :             |                          |  |
| Mark Jackson             |                          |  |